# CyberSix (serie animada)
Cybersix (サイバーシックス, Saibāshikkusu) es una serie animada basada en la historieta argentina del mismo nombre creada por los autores Carlos Trillo y Carlos Meglia. La serie fue producida por Network of Animation (NoA) con sede en Vancouver y animada en Japón por TMS-Kyokuichi. Muchos de los temas más oscuros del cómic tuvieron que atenuarse para que el programa fuera apropiado para todos los públicos.
La serie recibió elogios de parte de la crítica especializada y el público, resaltando principalmente su animación y apartado sonoro. El 6 de mayo de 2000, Cybersix ganó la categoría de "Mejor producción animada" y "Mejor sonido para una producción animada" en los premios Leo, y el 28 de abril de 2001, ganó la "Mención Especial al Mejor Programa de Ciencia Ficción" en los Premios Pulcinella en Italia.

## Sinopsis
Después escapar de su creador, el Doctor Von Reichter, Cybersix, una superhumana artificial, llega ciudad de Meridiana y adopta la identidad masculina de Adrian Seidelman. Por la noche, lucha contra las creaciones de Von Reichter y pronto recibe la ayuda de su hermano sobreviviente, ahora llamado Data 7. El elenco extendido incluye al colega e interés amoroso de Cybersix, Lucas Amato , una estudiante llamada Lori Anderson enamorada de su disfraz masculino, un joven chico de la calle llamado Julian y otros.

## Producción
Según Carlos Meglia, luego de la cancelación de la serie de televisión producida por Telefe, un amigo suyo le contó que un canadiense (quien es Herve Bedard, presidente Noa) estaba buscando ideas para un nuevo dibujo animado. Le enviaron un piloto, bocetos de personajes y algunos guiones. Al poco tiempo Bedard vino a Argentina para firmar un precontrato. La producción comenzó en 1998.
Herve Bedard quería que la serie fuese más cercana a la historia del cómic original, con violencia y temas adultos. Pero poco tiempo después logró concretar un contrato de coproducción internacional con Japón, y TMS Entertainment exigió que se reescribiera la historia para hacerla más familiar. Cada episodio tuvo un presupuesto de producción de 360.000 dólares.
Hubo planes para una segunda temporada, también de 13 episodios, pero la serie fue finalmente cancelada por conflictos entre NoA y TMS.

### Censura
Mientras que el comic original se ambienta en una ciudad argentina ficticia basada en Buenos Aires, en la serie animada se adaptaron muchos aspectos para perecerse más a una ciudad estadounidense, con el fin de vender más fácilmente la serie en aquel país. Sin embargo, cuando la serie fue exportada a Estados Unidos, los censores la consideraron muy "madura" para el publico infantil, por lo que los episodios recibieron cambios.
La serie se emitió por la cadena Fox Kids en el año 2000. La mayoría de las escenas violentas y subidas de tono fueron recortadas, y tres episodios nunca fueron emitidos por distintos motivos, incluido el final. Una de las razones fue la aparición del personaje de Miao Yashimoto, cuyo diseño se consideró racista.
La serie se emitió en su totalidad y sin cortes en Estados Unidos recién en 2014.